# Laphria laterepunctata
Laphria laterepunctata là một loài ruồi trong họ Asilidae. Laphria laterepunctata được Macquart miêu tả năm 1838. Loài này phân bố ở vùng Cổ Bắc giới và châu Á.